# Henriqueta Carlota de Nassau-Idstein
Henriqueta Carlota de Nassau-Idstein (em alemão:  Henriette Charlotte; Castelo de Idstein, 8 de novembro de 1693 — Castelo de Delitzsch, 8 de abril de 1734) foi uma condessa de Nassau-Idstein por nascimento e duquesa consorte de Saxe-Merseburgo pelo seu casamento com Maurício Guilherme de Saxe-Merseburgo.

## Família
Henriqueta era filha do conde Jorge Augusto de Nassau-Idstein e de Henriqueta Doroteia de Oettingen. Seus avós paternos eram João de Nassau-Idstein e Ana de Leiningen-Dagsburg-Falkenburg. Seus avós maternos eram o príncipe Alberto Ernesto I de Oettingen e Cristina Frederica de Württemberg-Estugarda.
Ela teve vários irmãos, entre eles: Frederico Ernesto, príncipe hereditário de Nassau-Idstein; Cristina Luísa, primeira esposa do príncipe Jorge Alberto da Frísia Oriental; Albertina Juliana, esposa do duque Guilherme Henrique de Saxe-Eisenach; Augusta Frederica, esposa do príncipe Carlos Augusto de Nassau-Weilburg; Joana Guilhermina, esposa do conde Simão Henrique Adolfo de Lippe-Detmold, etc.

## Biografia
Henriqueta casou-se com o duque Maurício Guilherme em 4 de novembro de 1711. Ela tinha dezessete anos de idade, e ele, vinte e três. O duque era filho de Cristiano II de Saxe-Merseburgo e de Edmunda Doroteia de Saxe-Zeitz.
O seu amante, o marechal (Hofmarschall) Friedrich Carl von Pöllnitz, era possivelmente o pai biológico de Frederica Ulrica, única filha reconhecida do duque com Henriqueta.
Após o falecimento do marido em 21 de abril de 1731, a duquesa viúva mudou-se para o Castelo de Delitzsch, na Saxônia, onde passou a viver abertamente ao lado de Friedrich.
Ela morreu poucos anos depois, em 8 de abril de 1734, e foi enterrada na Igreja de São Pedro e Paulo, em Delitzsch.

## Descendência
- Frederica Ulrica de Saxe-Merseburgo (n. e m. 23 de junho de 1720)